# Celso Zubire
Celso Zubire (nacido el 20 de septiembre de 1947) es un artista mexicano, miembro del Salón de la Plástica Mexicana. Ha vivido en México y los Estados Unidos, especialmente Luisiana, donde pintó una serie de murales para restaurantes y discotecas. Su obra de arte emplea colores llamativos, a menudo con imágenes de mujeres, así como elementos de sus experiencias en el extranjero.

## Vida

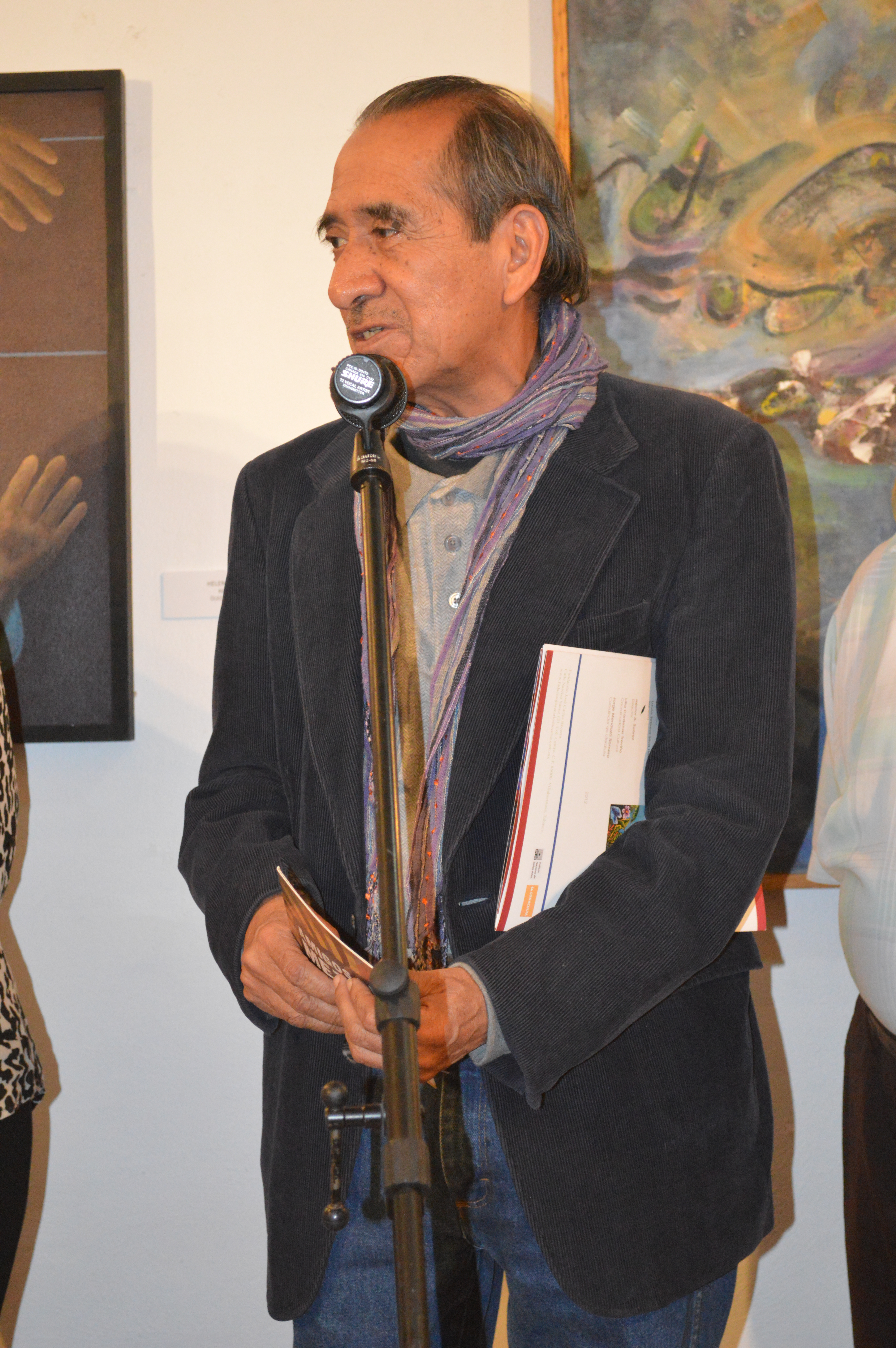
Zubire crea dibujos, pinturas, murales y objetos de arte.

Celso Zubire (nombre completo Celso Zubire Rios) nació en Venustiano Carranza, Puebla, el 20 de septiembre de 1947. Estudió publicidad y bellas artes en la Academia de San Carlos de 1968 a 1973.Ha viajado por Europa, América del Sur y América del Norte para estudiar diferentes culturas y arte. Vivió durante un tiempo en los Estados Unidos, primero siguiendo a un primo en Dallas, luego viviendo en Luisiana. Durante su tiempo en Luisiana, trabajó para capturar lo que vio del estado a su manera. Actualmente vive en la Ciudad de México.

## Carrera
Al principio de su carrera, en 1974 fue invitado a mostrar algunas de sus obras en Canadá. Desde entonces ha tenido exposiciones individuales de su trabajo en México y Estados Unidos. Las exposiciones individuales incluyen la Galería Universal en la Ciudad de México (1974), In-BOSS-ART Ciudad de México (1975), el Centro Cultural José Martí en la Ciudad de México (1979), el Ayuntamiento de Mandeville, Luisiana (1987), 210 Galería Fotográfica en Covington, Luisiana (1991), la Galería Fraga en Nueva Orleans (1991), las Galerías Hildelbrand. También ha participado en más de cuarenta exposiciones colectivas, a saber, las del Salón de la Plástica Mexicana, el Museo de la Ciudad de México, el Museo de Arte de San Pedro en Puebla, el Casino Español en la Ciudad de México, la Pinoteca del Estado de Tlaxcala y la Sede Nacional de la Lotería en la Ciudad de México.
Ganó el primer premio en el Concurso Nacional de Carteles del Instituto Nacional de Bellas Artes en 1978 y así como en el Concurso de Carteles del Día del Árbol y del Festival Forestal en 1980.
Pintó murales comercialmente mientras vivía en Luisiana, principalmente para restaurantes y discotecas en St. Parroquia de Tammany.[
Es miembro del Salón de la Plástica Mexicana y miembro de su junta directiva.
Cuenta con José Carlos Becerra como una influencia en su trabajo junto con Francisco de Goya, Diego Velázquez y Fernando Botero. Su arte es audaz y colorido. Los temas son antiguos, pero el estilo es moderno. Él llama a su obra de lienzo "arte personal", ya que no le importa tanto si se vende o no. Las primeras obras incluyeron representaciones de prostitutas que vio en la Ciudad de México. Las mujeres todavía ocupan un lugar destacado en su trabajo, apareciendo como músicos, sirenas, cazadoras y más. Trabajos posteriores incluyeron una serie en la década de 1990 basada en motivos mayas junto con elementos del Golfo de México y la Península de Yucatán. Durante su tiempo en el extranjero, su trabajo incorporó lo que vio. Por ejemplo, mientras vivía en Luisiana, pintó imágenes desde allí, como flores de magnolia.